# Codocera ferruginea
Codocera ferruginea là một loài bọ cánh cứng trong họ Ochodaeidae. Loài này được Eschscholtz miêu tả khoa học đầu tiên năm 1818.